# Lodovico Ferrari
Lodovico Ferrari (1522-1565) là nhà toán học người Ý. Vào năm 1545, ông đã tìm ra cách giải tổng quát phươg trình bậc bốn đúng vào năm mà người thầy của ông, Gerolamo Cardano công bố cách giải tổng quát phương trình bậc ba của riêng mình. Nhờ đó, con người đã tiến đến giới hạn mới trong việc giải quyết các phương trình đại số từ thời Hy Lạp cổ đại: giải các phương trình bậc từ một đến bốn. 